# Proasellus spinipes
Proasellus spinipes és una espècie de crustaci isòpode pertanyent a la família dels asèl·lids.
Viu a l'aigua dolça.
Es troba a la cova Algar do Ladoeiro (Portugal).